# تپه سیاهشکه
تپه سیاهشکه مربوط به سده‌های اولیه دوران‌های تاریخی پس از اسلام است و در شهرستان ملایر، بخش سامن، دهستان سفید کوه، روستای انجیره واقع شده و این اثر در تاریخ ۲۵ آبان ۱۳۸۷ با شمارهٔ ثبت ۲۳۶۹۲ به‌عنوان یکی از آثار ملی ایران به ثبت رسیده است.